# 成宝
成宝（せいほう、平治元年（1159年）- 安貞元年12月17日（1228年1月25日））は、平安時代末期から鎌倉時代初期にかけての真言宗の僧侶。藤原北家勧修寺流の出身で、父は参議藤原惟方。母は源師経の娘。峰僧正と称される。

## 経歴
仁安元年（1166年）、勧修寺の雅宝を師として出家。寿永2年（1183年）に権律師となり、雅宝の後を受けて勧修寺9世となる。以後、元興寺、法隆寺、東大寺、大安寺などの別当を歴任。顕・密両教に通じた高僧の一人として頭角を現す。承久3年（1221年）、東寺46世長者、高野山座主、大僧正に進んだ。晩年は高野山西谷来迎院に棲み、勧修寺流の普及に努めた。墓所は高野山の西谷にある。